# 鉤棘海蝠魚
鉤棘海蝠魚（学名：Malthopsis mitrigera）为輻鰭魚綱鮟鱇目棘茄魚亞目棘茄魚科海蝠魚屬下的一个种，為深海底棲性魚類，分布於印度太平洋區，從南非至日本、菲律賓海域，棲息深度300-650公尺，體長可達7.5公分，棲息在沙泥底質水域，生活習性不明。

## 扩展阅读
- 維基物種上的相關：鉤棘海蝠魚